# Anthidiellum absonulum
Anthidiellum absonulum là một loài Hymenoptera trong họ Megachilidae. Loài này được Cockerell mô tả khoa học năm 1932.
Loài này phân bố ở Zimbabwe.